# Ignacio Urquizu
Ignacio Urquizu Sancho (Alcañiz,  Teruel, España, 21 de noviembre de 1978) es un sociólogo español, profesor de Sociología de la Universidad Complutense de Madrid y colaborador habitual del diario El País, eldiario.es y la Fundación Alternativas. Fue alcalde de Alcañiz de 2019 a 2023. Entre 2015 y 2019 fue diputado del PSOE por la provincia de Teruel. Anteriormente el 24 de mayo de 2015 fue escogido diputado autonómico en las Cortes de Aragón, renunciando a este puesto el 7 de septiembre. Durante dos meses fue senador por Teruel en sustitución de Antonio Arrufat.

## Biografía
Licenciado en Ciencias Políticas por la Universidad Complutense de Madrid. Doctor Europeo en Sociología por la Universidad Complutense de Madrid (beca Fundación ONCE) con premio extraordinario y Doctor Miembro del Instituto Juan March.
Ha sido Visiting Fellow en la de Universidad de Harvard (Boston, EE. UU.) e investigador visitante en el Instituto Universitario Europeo (Florencia, Italia) y la Universidad de Essex (Colchester, Reino Unido). Ha impartido docencia en la Universidad de Essex, la Universidad George Washington (Centro de Madrid), la Universidad Abierta de Cataluña, la Universidad Pablo Olavide, la Universidad Nacional de Educación a Distancia (UNED) y la Universidad Complutense de Madrid, donde es profesor de Sociología en estos momentos. También colabora con la Fundación Alternativas, donde fue Subdirector de Estudios de Progreso, con la empresa de sondeos Metroscopia donde fue el coordinador del seminario de análisis político y en el grupo Next Left de la Fundación Europea de Estudios Progresistas.
Ha sido colaborador de CNN+, Público y la Cadena SER. En la actualidad, colabora en El País y eldiario.es. Tiene dos hijos.
Encabezó la lista del PSOE para las elecciones municipales de mayo de 2019 en Alcañiz, la candidatura obtuvo una mayoría simple de 7 concejales resultado elegido alcalde tras alcanzar un acuerdo de coalición con Ciudadanos e Izquierda Unida.
En enero de 2025 renunció a su acta de diputado en las Cortes de Aragón, volviendo a la universidad e incorporándose a Metroscopia como consultor externo, si bien se mantendría como concejal de Alcañiz.

## Libros publicados
- La crisis de la socialdemocracia: ¿Qué crisis?. Madrid, Los Libros de la Catarata, (2012).[8]
- La crisis de representación en España. Madrid, Los Libros de la Catarata, (2016).[9]
- ¿Cómo somos?. Barcelona, Ediciones Deusto, (2019).[10]
- Otra política es posible. Madrid, Debate, (2021).[11]

También ha escrito el prólogo del libro Tránsfuga. 40 libros sobre la política de Julio Embid, Los Libros del Gato Negro (2020).

## Cargos desempeñados
- Diputado por Teruel en las Cortes de Aragón (2015).
- Senador por Teruel en el Senado de España (2015-2016).
- Diputado por Teruel en el Congreso de los Diputados (2016-2019).
- Alcalde de Alcañiz (2019-2023).
- Diputado por Teruel en las Cortes de Aragón (2019-2025).